# DHL de Guatemala
DHL de Guatemala S.A. es una aerolínea de carga con sede en el Aeropuerto Internacional La Aurora en la Ciudad de Guatemala, Guatemala .  Es propiedad exclusiva de Deutsche Post World Net y proporciona servicios para la red logística del grupo con la marca DHL en Guatemala.

## Destinos

Mapa de las rutas de DHL Guatemala.

DHL de Guatemala opera servicios domésticos de carga y servicios a los siguientes destinos internacionales programados desde enero de 2005:
| País        | Ciudad                               | Aeropuerto                                     |
| ----------- | ------------------------------------ | ---------------------------------------------- |
| Costa Rica  | San José                             | Aeropuerto Internacional Juan Santamaría       |
| El Salvador | San Salvador                         | Aeropuerto Internacional de El Salvador        |
| Guatemala   | Ciudad de Guatemala                  | Aeropuerto Internacional La Aurora (HUB)       |
| Honduras    | San Pedro Sula                       | Aeropuerto Internacional Ramón Villeda Morales |
| Honduras    | Tegucigalpa                          | Aeropuerto Internacional Toncontín             |
| México      | Ciudad de México (Santa Lucía, Méx.) | Aeropuerto Internacional Felipe Ángeles (AIFA) |
| Panamá      | Ciudad de Panamá                     | Aeropuerto Internacional de Tocumen            |

## Flota
DHL Guatemala opera la siguiente flota:
| Aeronave    | En servicio | Pedidos | Matrícula | Antigüedad |
| ----------- | ----------- | ------- | --------- | ---------- |
| ATR 42-300F | 1           | —       | TG-DHP    | 36 años    |

### Flota histórica
| Aeronaves           | Total | Introducido | Retirado | Matrículas      |
| ------------------- | ----- | ----------- | -------- | --------------- |
| Boeing 727-100F     | 1     | 1997        | 1999     | TG-DHP          |
| Dassault Falcon 20  | 2     | 1992        | 1997     | TG-GGA y TG-RBW |
| Fairchild Metro III | 1     | 1994        | 2004     | TG-DHL          |

## Incidentes y Accidentes
- El 7 de abril de 2022, el vuelo 7216 de DHL de Guatemala, un Boeing 757-200PCF (registrado como HP-2010DAE) operado por DHL Aero Expreso, realizó un aterrizaje de emergencia después de despegar del Aeropuerto Internacional Juan Santamaría debido a problemas hidráulicos. Después de que la aeronave aterrizó, se desvió de la pista y se partió en dos al caer en una zanja. El accidente no causó víctimas ni heridos. El aeropuerto estuvo cerrado durante varias horas tras el incidente y la aeronave fue dada de baja.[6][7][8]

## Galería

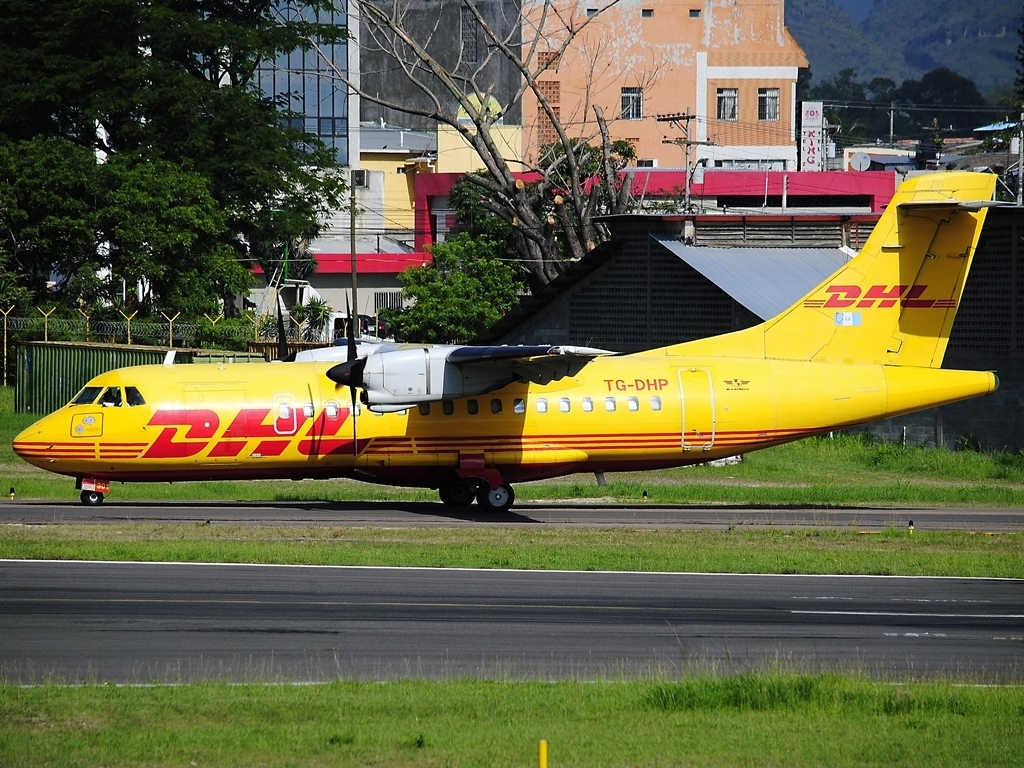
ATR 42-320F de DHL Guatemala en el Aeropuerto Internacional Toncontín
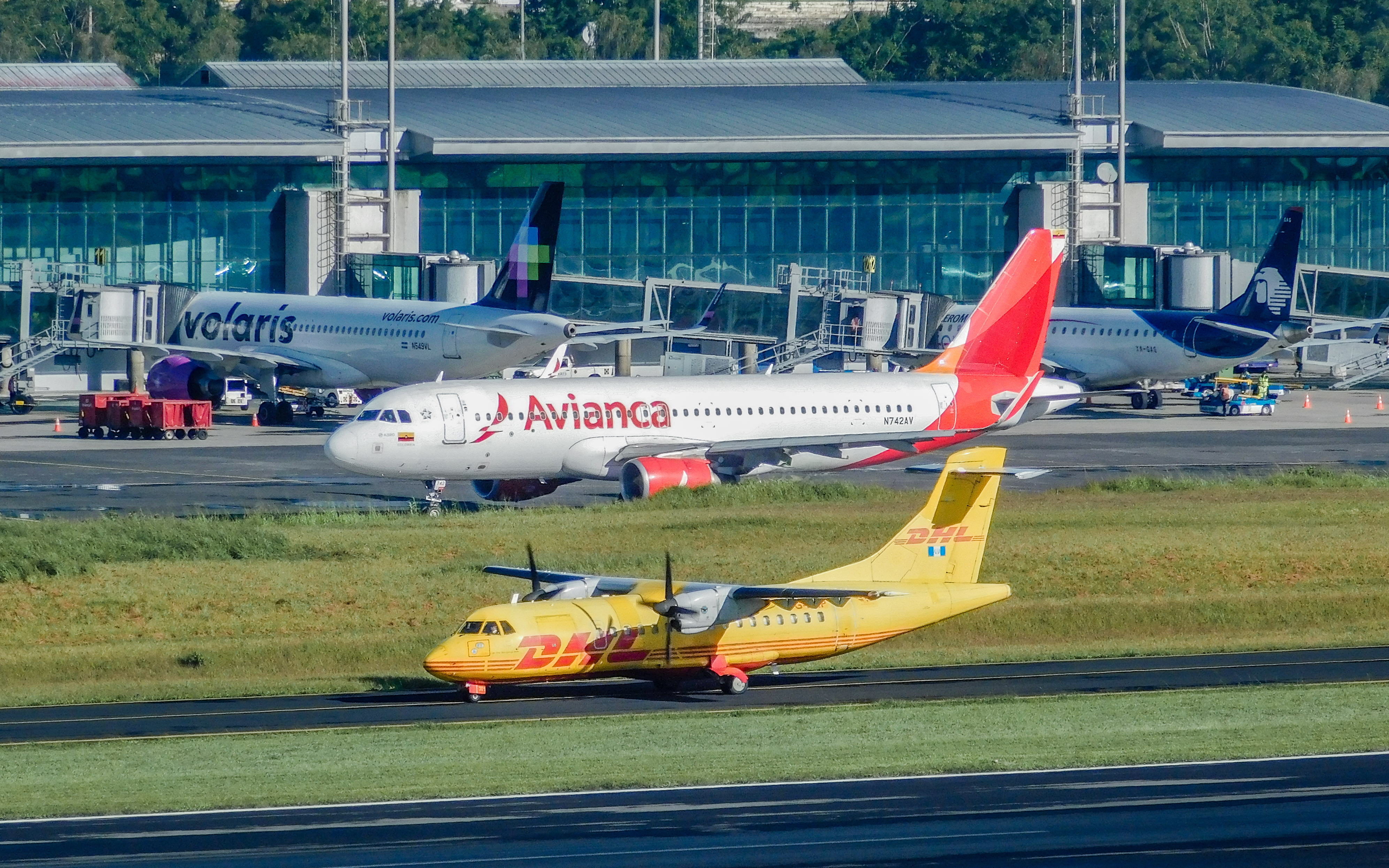
ATR 42-320F de DHL Guatemala en el Aeropuerto Internacional La Aurora
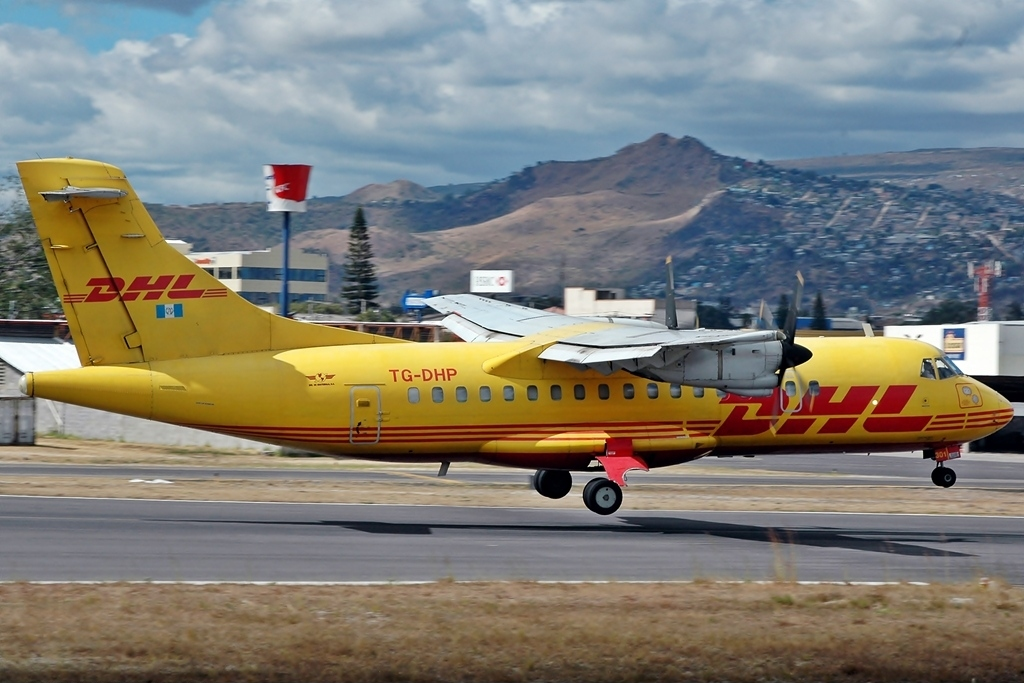
ATR 42-320F de DHL Guatemala aterrizando en el Aeropuerto Internacional Toncontín
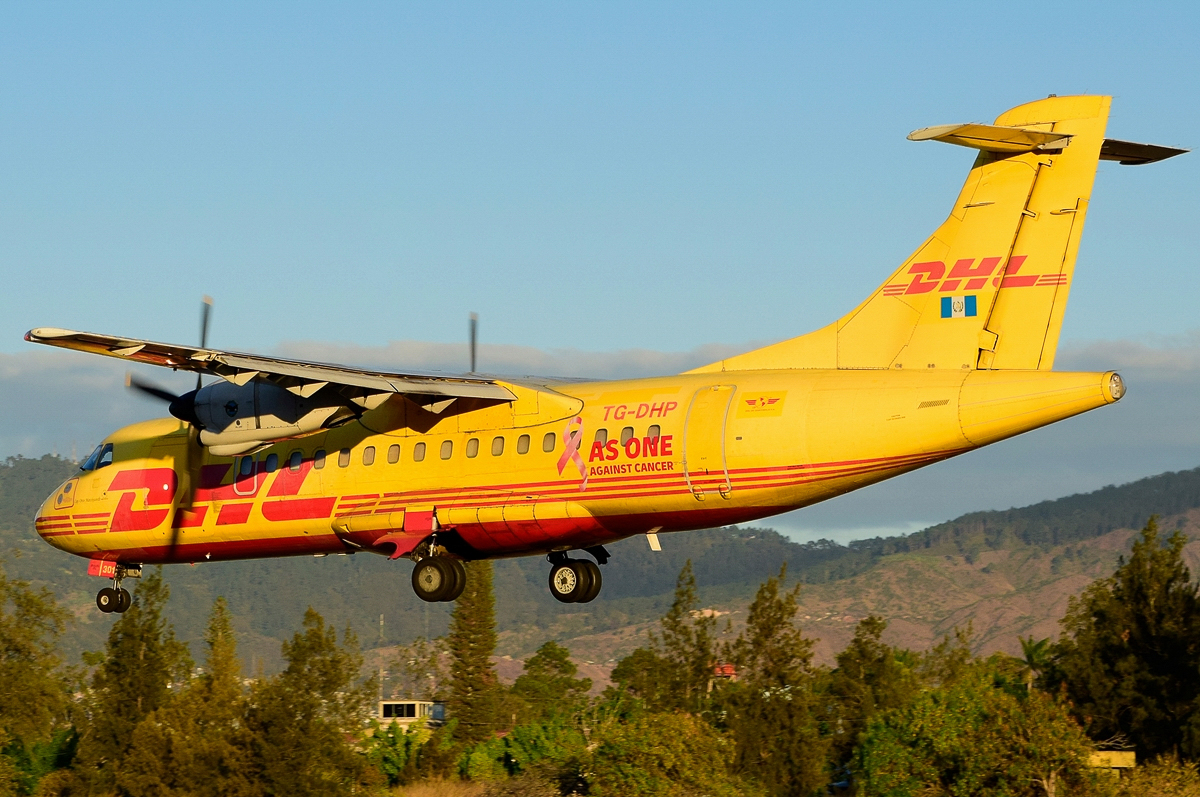
ATR 42-320F de DHL Guatemala con la librea de “As One Against Cancer”